# Torgsin

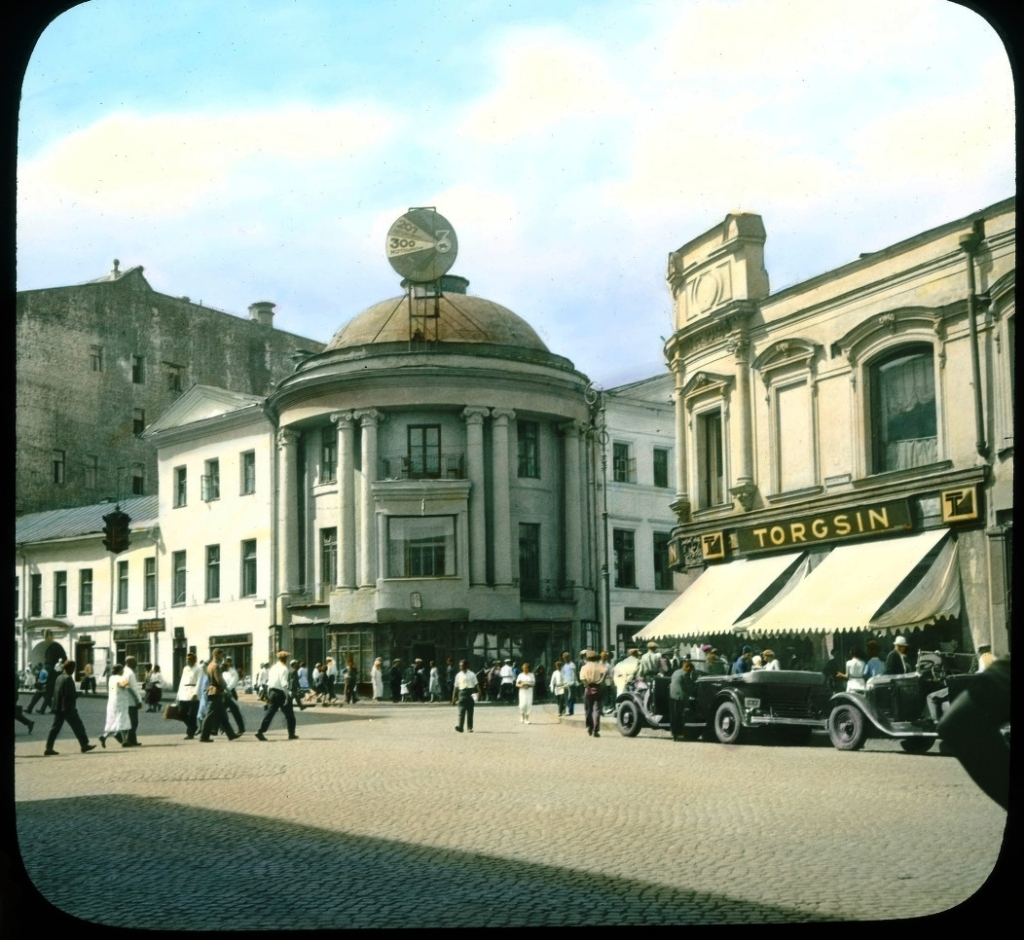
Sklep Torgsinu w Moskwie

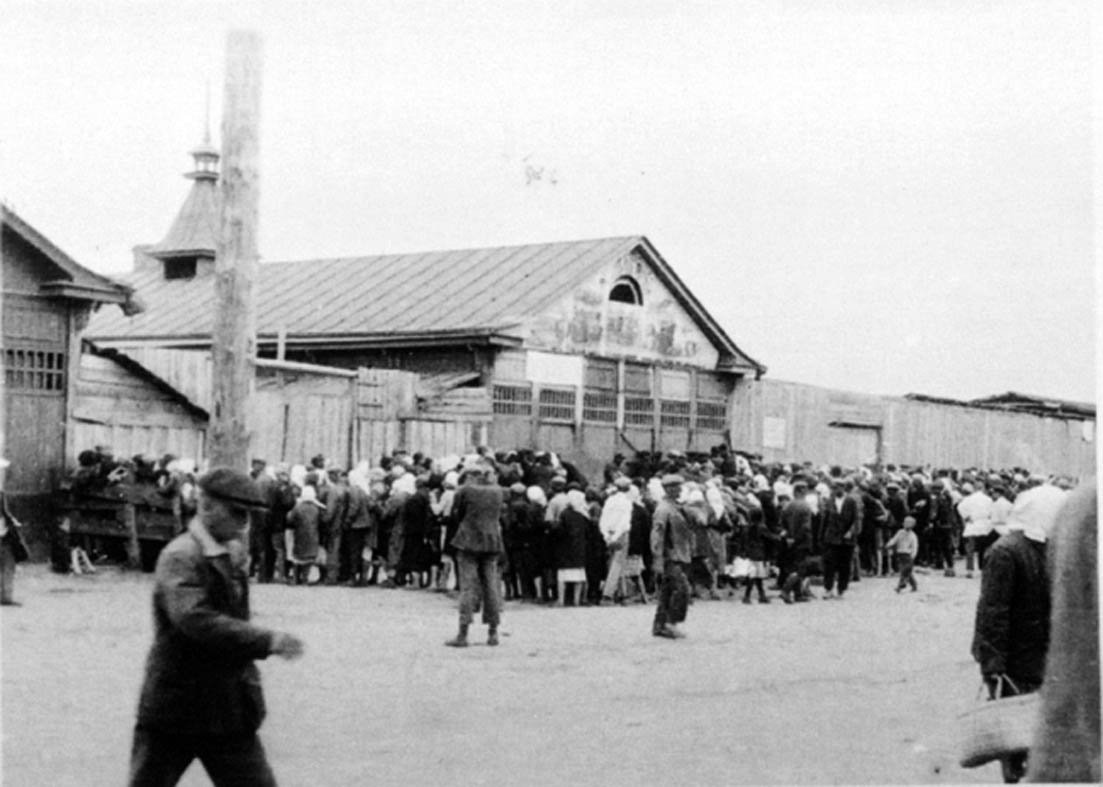
Kolejka po chleb za dewizy w czasie wielkiego głodu na Ukrainie, Torgsin Charków 1932

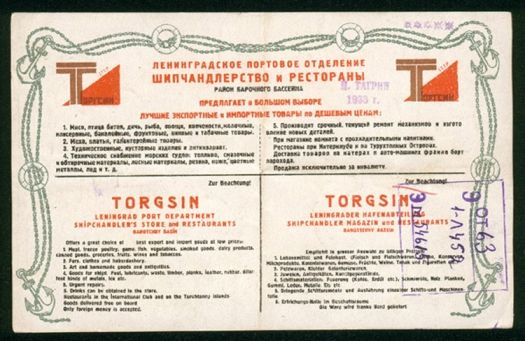
Reklama Torgsinu w Leningradzie

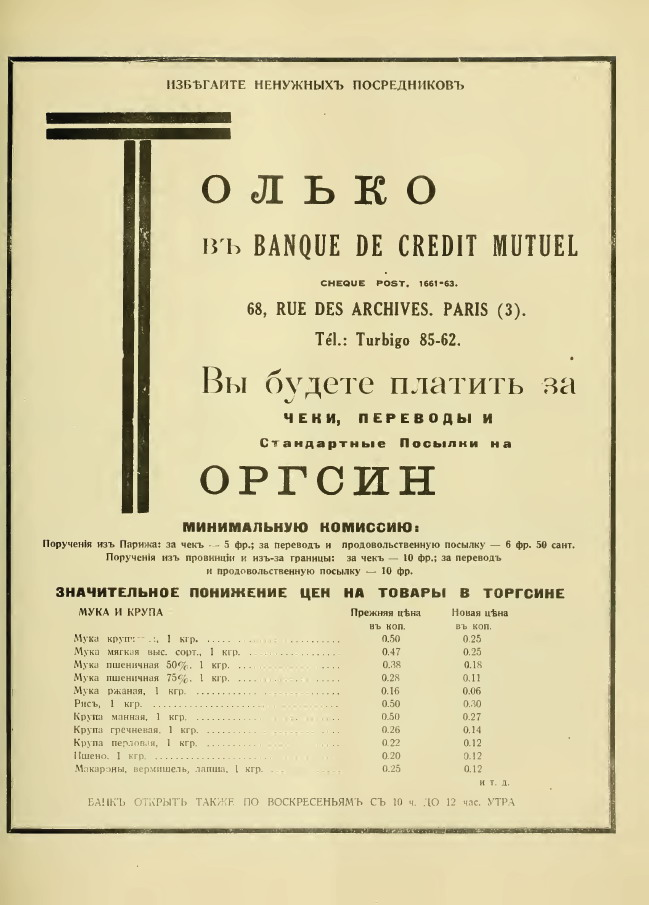
Ogłoszenie w prasie paryskiej skierowane do emigracji rosyjskiej dotyczące przelewów walutowych na rachunek Torgsinu

Torgsin (ros. Торгсин) – sieć sklepów walutowych działająca w ZSRR w latach 1931–1936. Wszechzwiązkowe Zjednoczenie do Handlu z Cudzoziemcami (ros. Всесоюзное объединение по торговле с иностранцами), Syndykat Handlowy (Торговый синдикат). Pierwotnie były to sklepy dla cudzoziemców, gdzie za złoto i waluty wymienialne również obywatele ZSRR mogli nabywać towary konsumpcyjne bez ograniczeń.
Wprowadzono wówczas pojęcie „wewnętrznego eksportu”, które po II wojnie światowej zastosowano także w krajach zależnych od ZSRR:
- w Polsce uruchomiono sieć sklepów Peweksu (Przedsiębiorstwo Eksportu Wewnętrznego) i Baltony
- w Czechosłowacji istniał Tuzex
- w NRD – Intershop i Genex(inne języki)
- w Bułgarii – Corecom(inne języki) (Кореком)
- w Rumunii – Comturist(inne języki)[1]

W samym ZSRR po II wojnie światowej stworzono nową sieć sklepów walutowych. W poszczególnych republikach nosiły one zwykle nazwy różnych drzew:
- w Rosyjskiej FSRR Берёзка (Bieriozka – „Brzózka”),
- w Ukraińskiej SRR Каштан („Kasztan”),
- w Azerbejdżańskiej SRR Чинар (Czinar – „Klon”),
- w Łotewskiej SRR sklepy te nazwano ros. Янтарь, łot. Dzintars (tzn. bursztyn – jantar).

## Torgsin w literaturze
- Mistrz i Małgorzata (powieść Michaiła Bułhakowa) – Behemot powoduje pożar sklepu na rogu Arbatu i rynku Smoleńskiego[2].

- Dzieci Arbatu (powieść Anatolija Rybakowa) – krawiec Szarok kupuje w Torgsinie materiał na modny garnitur dla syna Jury. Oddaje w zamian złotą bransoletę i spinki.